# Cephalophyllum alstonii
Cephalophyllum alstonii là một loài thực vật có hoa trong họ Phiên hạnh. Loài này được Marloth ex L.Bolus mô tả khoa học đầu tiên năm 1928.